# 伊藤明弘
伊藤 明弘（いとう あきひろ）は、日本の漫画家。愛知県名古屋市出身。
別名義にBREN-303のペンネームがあり、デビュー初期に成年誌で執筆していた時期に使用されていた。活動の場を一般誌に移してからは、「伊藤明弘」名義を使用している。なお、初期作品集が再版される際には「伊藤明弘」名義に変更されている場合がある。

## 作品リスト

### 連載中の作品
- ワイルダネス （『月刊サンデージェネックス』、小学館） 既刊8巻（2022年12月19日時点）

### 休載中の作品
- ジオブリーダーズ （『ヤングキングアワーズ』、少年画報社） 既刊16巻（2010年12月10日時点）
  - 2009年に病気療養のため中断して以降、長期休載となっている。
- Bipod（『ヤングキングアワーズ』、少年画報社）

### 完結作品
- GALLOP （司書房、単巻） - 「BREN-303」名義。
  - GALLOP（新装版） （大都社、単巻） - 「伊藤明弘」名義。
- ブルーゲイル 伊藤明弘版権物作品集 （大都社、単巻） - アニメ『戦闘メカ ザブングル』の後日譚（ラグを主人公にした作品）の他、『ARIEL』『勇者王ガオガイガー』の外伝・パロディを収録。
- ベル☆スタア強盗団 （『月刊コミックドラゴン』、富士見書房、角川書店、全3巻）- 1巻は富士見ファンタジアコミックスからの刊行だったが、角川書店による富士見書房の吸収合併に伴い、2巻から角川ドラゴンコミックスに移行。同時に1巻もドラゴンコミックスから再刊行された。
  - ベル☆スタア強盗団（新装版） （白泉社、2008年、全3巻）
  - ベル☆スタア強盗団（新装版） （小学館、2015年、全1巻） - 白泉社版の新装再編集版。
- LAWMAN （白泉社、1995年、単巻）
  - LAWMANs（白泉社、2005年、単巻） - 改題した新装版。描き下ろし短編を追加。
  - LAWMANs （小学館、2015年、単巻） - 新装版の再版。
- バトルガール （描き下ろし単行本、文苑堂東京店、1992年、単巻） - 1991年の大映オリジナルビデオ作品のコミカライズ。
  - バトルガール（復刻版） （徳間書店、2008年、単巻）
- TAKE THE B STUDIO （久保書店、1992年、単巻） - 短編集。「BREN-303」名義。
  - TAKE THE B STUDIO（新装版） （久保書店、1996年、単巻） - 短編集。「BREN-303」名義。
  - TAKE THE B STUDIO 完全版 （少年画報社、2010年、単巻） - 短編集、追加収録作2本あり。「伊藤明弘」名義。
- ABLE （『月刊サンデージェネックス』、小学館、2013年 - 2018年、全3巻） - 病気のため利き腕ではない左腕で執筆した。[1]
- ディオサの首 （『月刊サンデージェネックス』、小学館、2018年 - 2020年、全2巻）[2]

### 挿絵
- 装甲戦闘猟兵の哀歌 （著者：水無神和宏、富士見ファンタジア文庫）
- 彗星城に亡霊は哭く （著者：甲斐甲賀、富士見ファンタジア文庫）

### ゲーム
- ガンホーブリゲイド （トミー、2000年、PlayStation用ソフト） - キャラクターデザイン